# Kościerzyna
Kościerzyna (Kòscérzna in casciubo, Berent in tedesco) è una città polacca del distretto di Kościerzyna nel voivodato della Pomerania.
Ricopre una superficie di 15,83 km² e nel 2004 contava 23 145 abitanti.